# Houtverduurzaming
Houtverduurzaming is een proces om hout, vooral niet-tropisch hardhout, beter bestand te maken tegen klimaat en omgevingsomstandigheden. Veelal worden hier toxische, anorganische stoffen voor gebruikt.

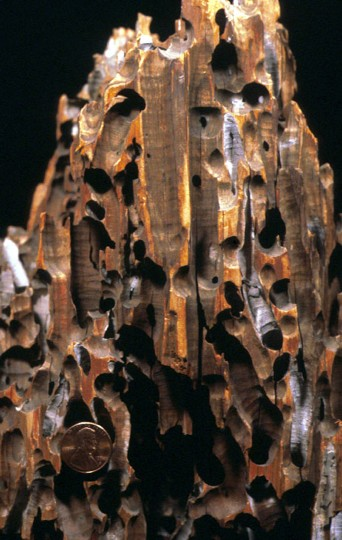
Een door paalworm aangevreten stuk hardhouten meerpaal

Voordelen van het verduurzamen van hout zijn:
- Een houten bouwelement behoeft door verduurzaming minder snel vervangen te worden, waardoor minder hout gebruikt zal worden.
- Door verduurzaming kan op bepaalde plaatsen hout ingezet worden waar eerder alleen een minder milieuvriendelijk materiaal mogelijk was.
- Door verduurzaming is het mogelijk om minder duurzame houtsoorten te gebruiken in plaats van de klassieke meer duurzame tropische houtsoorten.

## Behandelmethoden
Er zijn globaal een tweetal methoden: 
- het al dan niet onder druk aanbrengen van een conserverende vloeistof in het hout;
- het modificeren van het hout zelf, thermisch dan wel chemisch.

### Geschiedenis
De eerste pogingen om hout te beschermen tegen insectenvraat en rot door weersomstandigheden bestonden uit het besmeren van het hout met beschermende middelen. Door vallen en opstaan werden de beste methoden en middelen ontdekt.
Tijdens de industriële revolutie heeft de sterk toegenomen vraag naar telefoonpalen en spoorbielzen de ontwikkelingen in het begin van de 19e eeuw erg versneld. De grootste ontwikkeling vond plaats toen Bethell, Boucherie, Burnett en Kyan tussen 1830 en 1840 een aantal chemicaliën ontwikkelden, die een ommekeer in de houtbehandeling teweegbracht. Daarna zijn er een groot aantal methoden ontwikkeld en verbeterd. Vandaag de dag streeft men drie doelen na:
- redelijke prijs;
- diepe en gelijkmatige indringing van het middel;
- bescherming van het milieu.

In veel gevallen worden tegenwoordig processen toegepast met hoge druk of vacuüm, maar er zijn houtsoorten die zich slecht laten impregneren, zoals vuren, lariks en douglas. Soms gaat men over tot het insnijden van de oppervlakte, maar dat verhoogt de prijs en heeft vaak niet het gewenste resultaat. De behandelmethoden kunnen grofweg in tweeën worden verdeeld:
- behandelmethode zonder druk;
- behandelmethode met druk of vacuüm.

### Behandelmethode zónder druk
Er is een groot aantal van deze methoden in gebruik, die meestal neer komen op:
- aanbrengen met een kwast of borstel;
- bespuiten/sproeien;
- onderdompelen;
- doorweken;
- afwisselend hete en koude baden.

Men past ook droge verhitting toe, het inlaten van verduurzamingsmiddel in geboorde gaten en het uitdrijven van de natuurlijke houtsappen.

#### Aanbrengen met een kwast of borstel
Dit is een oeroude methode, die vandaag nog steeds in meubelmakerwerkplaatsen wordt gebruikt. Door moderne ontwikkelingen is het nu ook mogelijk om verduurzamingsmiddel over het hout te spuiten. De indringing wordt bereikt door capillaire werking van het hout, maar is onvoldoende diep voor langere blootstelling aan het weer. Creosoot van koolteer, olie gedragen en water gedragen oplossingen kunnen ook tot op zekere hoogte als spray worden toegepast.
Een degelijke kwast- of spuitbehandeling met koolteer-creosoot kan tussen 1 en 3 jaar toevoegen aan de levensduur van palen. Twee of meer behandelingen hebben een beter resultaat dan één, maar er moet met aanbrengen worden gewacht tot de voorgaande behandeling is opgedroogd. Het hout moet ook gedroogd zijn vóór de behandeling.

#### Onderdompelen
Dit is het simpelweg voor kortere tijd (tot een paar minuten) onderdompelen van het hout in creosoot of een ander middel. Hiermee wordt een vergelijkbare indringing van het hout bereikt als met spuiten of kwasten, maar het kost minder handarbeid. Er is meer materiaal en middel voor nodig en het is ongeschikt voor kleine partijen. Meestal gebruikt voor kozijnen en deuren. 

#### Doorweken
Hier laat men het hout gedurende langere tijd in de waterige oplossing van het verduurzamingsmiddel liggen, soms wel een paar weken. Alhoewel de grootste indringing van het middel de eerste dagen plaatsvindt gaat het de volgende dagen zeker nog door. De doordringingsdiepte hangt af van de houtsoort, het vochtgehalte van het hout, het middel en natuurlijk de duur van onderdompeling. Maar in het algemeen geldt: hoe langer hoe beter. Als gedroogd hout wordt gebruikt, dan zal er een tweede keer gedroogd moeten worden. Als palen worden behandeld, dan moet die behandeling tot 30 cm boven het toekomstige grondniveau worden toegepast.
De oplossing kan ongeveer 3 tot 8 mm naar binnen trekken (soms 25 mm). De concentratie van de oplossing moet wat hoger zijn dan bij drukprocessen, omdat de opname langzamer verloopt. Tussen 5% voor droog hout en 10% voor nat hout omdat er vermenging en verdunning plaatsvindt met de houtsappen. De concentratie moet op peil worden gehouden door eventuele toevoeging van het verduurzamingsmiddel. Als het hout uit het bad wordt gehaald gaat het transport van het middel door, zolang het hout voldoende vochtig is. Het hout moet dan ook goed vlak, onder belasting, opgelat (dat wil zeggen iedere plank op afstanden van ongeveer een meter voorzien van dunne 'op'-latjes, op elkaar stapelen) worden. Dit proces wordt, ondanks de grote vroegere populariteit, niet veel meer toegepast in Europa.

#### Afwisselend hete en koude baden
Een patent van C.A. Seely uit circa 1830. Het proces bestaat uit het gedurende meerdere uren onderdompelen van gedroogd hout in afwisselend hete en koude baden van soms verschillende verduurzamingsmiddelen. Door de afwisselende temperaturen worden de oplossingen door expansie en contractie van de lucht in het hout als het ware naar binnen gezogen. Het hete bad is ongeveer 60 tot 110 graden, het koude bad tussen 30 en 40 graden Celsius afhankelijk van het middel en de houtsoort. Indringdiepten tot 50 mm zijn mogelijk voor zowel water als olie gedragen middelen. Omdat er veel tijd mee gemoeid is wordt deze methode ook niet veel meer gebruikt in de grote verwerkingsbedrijven.

### Behandelmethode mét druk of vacuüm
Impregneren onder druk is tegenwoordig de meest toegepaste techniek om hout te verduurzamen. Het wordt uitgevoerd in gesloten vaten door het onder druk en in vacuüm toevoegen van het impregneermiddel en heeft een aantal voordelen ten opzichte van drukloze methoden.
Men bereikt er grotere- en meer uniforme indringdiepten mee, omdat de omstandigheden kunnen worden bestuurd en gevarieerd. Men kan deze behandelingen op grote schaal uitvoeren, weliswaar tegen hoge beginkosten en betrekkelijk hoge bedrijfskosten. Met deze methode worden wereldwijd palen, balken en planken behandeld.
Er zijn kleine verschillen in de behandeling, maar de basis komt allemaal op hetzelfde neer, ongeveer als volgt:
- Men gebruikt ronde vaten waar het hout op karren geladen in wordt gereden. Deze wordt hermetisch afgesloten. De impregneerketel wordt op afschot gezet zodat, wanneer het proces klaar is, er geen overtollig impregneermiddel tussen het hout zit.
- De impregneerketel wordt vacuüm gezogen, dat zorgt ervoor dat de lucht uit de impregneerketel gaat en dat de houtcellen open gaan staan.
- De impregneerketel wordt vervolgens met het impregneermiddel gevuld.
- Er wordt hydraulische overdruk toegepast, waarbij het impregneermiddel in het hout geperst wordt.
- Vervolgens wordt gezorgd door pompen dat het overtollige impregneermiddel wordt afgevoerd en teruggaat naar de voorraadtank.
- Men gaat door met pompen totdat er geen impregneermiddel meer wordt afgevoerd, dit zal weer een vacuüm in de ketel opleveren.
- De impregneerketel wordt drukloos gemaakt en weer horizontaal gezet. Het hout wordt vervolgens uit de ketel gereden waarna het nog enige tijd wordt opgelat om te drogen. Daarna is het gereed voor gebruik.

Het proces is volledig computergestuurd. De computer berekent hoeveel impregneermiddel er in het hout geperst moet worden en stopt automatisch als deze hoeveelheid bereikt is. Ook wordt er geregistreerd hoeveel hout en van welke klant er in de ketel zit. Elke charge wordt bewaard zodat na een aantal jaren nog bekeken kan worden hoe het proces van de desbetreffende ketel verlopen is.
Dit proces met een autoclaaf kan toegepast worden met verschillende impregneermiddelen.
Meerdere van deze cycli kunnen achterelkaar worden toegepast.
Behandelingen met middelen die opgelost zijn in organische oplosmiddelen (zoals terpentine of white spirit) worden meestal met evacueren toegepast omdat die oplosmiddelen makkelijk verdampen.

#### Full-cellproces
Met deze behandeling wordt ernaar gestreefd om zo veel mogelijk vloeistof met middel in het hout achter te laten tijdens de drukfase. Hierbij worden meestal waterige oplossingen gebruikt, maar olie is ook mogelijk. De hoogte van de concentratie bepaalt de kwaliteit van de behandeling. In 1838 is dit full-cellproces gepatenteerd, voor water met zinkchloride door Burnett, voor olie door Bethell. Deze patenten worden tegenwoordig nog steeds toegepast, zij het met kleine verbeteringen.

## Houtverduurzamingsmiddelen
Een houtverduurzamingsmiddel is een middel dat wordt gebruikt om de levensduur van houten voorwerpen te verlengen. Door de lage vluchtigheid houden deze echter risico's in door blootstelling via ademhaling en aanraking.
De keuze van houtverduurzamingsmiddelen hangt strikt samen met de biologische risicoklasse (Europese Norm EN335): de gebruikssituatie van het hout in kwestie.
Naast het toepassen van chemische stoffen, is een aantal jaren geleden een andere houtverduurzamingsmethode ontwikkeld, het zogenaamde thermodificeren. Hout van duurzaamheidsklasse 5 (beuken, vuren, populier, etc.) wordt onder hoge druk verhit, vervolgens gedroogd en ten slotte in droge toestand, onder stikstof, nogmaals verhit. Vaak wordt dit gedaan boven de ontbrandingstemperatuur van het hout, maar omdat het proces onder stikstof staat en er dus geen zuurstof bij komt kan er een modificatie op moleculair niveau plaatsvinden. Daardoor ontstaat een stabiel, vormvast materiaal van duurzaamheidsklasse 1 of 2, dat bovendien weinig water opneemt. Door de behandeling nemen echter de sterkte-eigenschappen af.
Sinds 2020 is er een nieuwe innovatieve technologie ontwikkeld genaamd 'Nobifix'. Deze behandelingsmethode geeft naaldhoutsoorten, zoals grenen of vuren, een extreem lange levensduur tot wel dertig jaar bovengronds.

### Risicoklassen
- Klasse 1: Hout in binnentoepassingen, permanente droge omgeving.
  - voorbeeld: houten plafonds in woonkamer
- Klasse 2: Hout niet in grondcontact of buiten, kan tijdelijk vochtig worden.
  - voorbeeld: timmerhout in sterk hellende daken
- Klasse 3: Hout blootgesteld aan weersinvloeden, maar niet aan de grond.
  - voorbeeld: timmerhout in vochtige lokalen
- Klasse 4: Hout voortdurend in grond- of watercontact (zoet water).
  - voorbeeld: palen in de grond of in vijvers
- Klasse 5: Hout blootgesteld aan zout water.
  - voorbeeld: palen in zout water

Iedere klasse geeft meer of minder risico op aantasting door insecten, uitloging, houtrot of verblauwing van het hout.

### Behandelingen
De verschillende behandelingen zijn: (klassennummer staat erachter)
Organische middelen in solventmilieu of emulsie 
- door middel van besproeiing in tunnel of cabine (2, 3)
- door middel van korte drenking gedurende een aantal minuten (1, 2, 3)
- door middel van dubbel vacuümdruk in een autoclaaf (1, 2, 3)
- door middel van bestrijking (1, 2, 3)
- door middel van vacuümdruk in de autoclaaf (1, 3)

Minerale zouten in wateroplossing
- door middel van lange drenking gedurende uren of dagen (2, 3)
- door middel van vacuümdruk in de autoclaaf (2, 3, 4, 5)
- door middel van diffusie (2)
- door middel van wisselende druk in de autoclaaf (3, 4, 5)

Behandeling met creosootoliën 
- door middel van vacuümdruk in de autoclaaf (4, 5)